# Martha Fierro Baquero

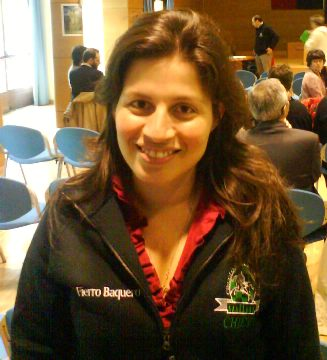
Martha Fierro Baquero, 2010

Martha Fierro Baquero (Kingston, 6 september 1977) is een schaakster uit Ecuador met FIDE-rating 2367 in 2017. Zij is een damesgrootmeester (WGM) en sinds 2005 een Internationaal Meester (IM). In 2009 won ze het pan-Amerikaans schaakkampioenschap voor vrouwen. Fierro is een vice-president van de FIDE en voorzitter van de FIDE Commissie voor Schaken door Vrouwen.
Jarenlang was Fierro de sterkste schaakster van Ecuador. Fierro won in 1994 en 1995 het kampioenschap van het Amerikaanse continent voor meisjes tot 18 jaar, en in 1995, 1996 en 1997 het kampioenschap van het Amerikaanse continent voor meisjes tot 20 jaar. Ze speelde in de FIDE Grand Prix voor vrouwen, van 2009 tot 2011. Van 5 t/m 16 augustus 2005 speelde zij mee om het kampioenschap van het Amerikaanse continent en eindigde met 5 punt op de derde plaats. Claudia Amura werd kampioene met 5.5 punt.

## Schaakolympiades
Tien maal speelde ze in het team van Ecuador in een Schaakolympiade, van 1994 tot 2012. In 1998 speelde ze in de open sectie (met mannen en vrouwen), in de overige jaren in de vrouwensectie. Haar beste resultaten waren: 9.5 pt. uit 13 in 1996 in Yerevan, en 7.5 pt. uit 8 in 2008 in Dresden; bij beide olympiades won ze de zilveren medaille aan het eerste bord.

## Externe koppelingen
- (en)   Informatie over schaakpartijen van Martha Fierro Baquero op ChessGames.com
- (en)   Informatie over schaakpartijen van Martha Fierro Baquero op 365chess.com
- (en)  FIDE-ratinggegevens voor Martha Fierro Baquero